# Dossier
Dossier (z franc.) – zbiór dokumentów, odnoszących się do pewnej sprawy lub osoby.